# Barylambdidae
Barylambdidae — вымершее семейство млекопитающих подотряда пантодонтов отряда цимолесты. Ископаемые остатки Barylambdidae найдены в палеоценовых отложениях на территории Евразии и Северной Америки. Крупные для своего времени травоядные млекопитающие, размерами от барана до коровы, внешне напоминавшие медведей.

## Классификация
По данным сайта Paleobiology Database, на декабрь 2021 года в семейство включают 2 вымерших рода:
- Barylambda Patterson, 1937
- Haplolambda Patterson, 1939